# Гарпунник

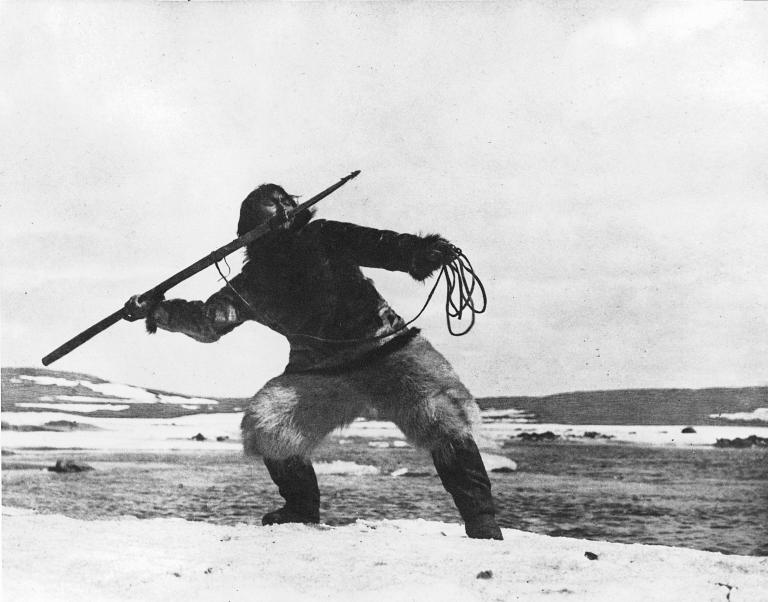
Гарпунник-ескімос під час полювання у 1820 році.

Гарпу́нник, рідше гарпуне́р — мисливець, вправний у полюванні з гарпуном. Це знаряддя було винайдено ще в добу палеоліту як рибальське і тривалий час таким і залишалось. Відповідно, і фах гарпунника належить до суто морських професій.

## Історія
В давні часи гарпун мав невеликі розміри і примітивну будову, тому користувались ним одноосібно. Спочатку рибалки виходили ловити рибу в невеликих одномісних човнах (на кшталт піроги, каное), тому змушені були і гребти, і кидати гарпун самотужки. Для того, щоб впіймати рибу цього було достатньо. В міру того, як рибальство просувалось на північ, люди переходили від власне рибалки до полювання на більшого морського звіра (до цієї здобичі належали ластоногі й китоподібні тварини). В цих ловах потрібні були скоординовані зусилля кількох чоловік, тому з часом частина команди у човні почала виконувати функцію гребців, а один мисливець кидав гарпун. Саме в цей період і виокремилась професія гарпунника. Найбільшого розвитку вона зазнала в XVII—XIX сторіччях у зв'язку із поширенням промислового китоловства, однак у народів Півночі (чукч, ескімосів) збереглася у своєму примітивному первісному вигляді практично без змін.

## Опис
В обов'язки гарпунника входило метнути важкого гарпуна в найвразливіше місце здобичі, у разі невдачі негайно кинути другий гарпун, а потім разом із командою підтягувати здобич за допомогою гарпунної линви. Підтягнуту тварину, якщо вона пручалась, добивали ударом списа. На суднах-китоловах цей вирішальний удар виконував хтось із старших матросів, офіцерів або, навіть, сам капітан. Після полювання гарпунники долучались до білування здобичі нарівні з іншими матросами. На сучасних китобійних суднах ручними гарпунами не користуються, їх замінює гарпунна гармата. Відповідно, гарпунником називають особу, яка її обслуговує.
У XVII столітті на голландських китобійних кораблях усіх гарпунників очолював так званий спексіндер (в перекладі «салоріз»). Під час полювання спексіндер був найголовнішим, до його дій не втручався навіть капітан. Пізніше ця посада збереглась і на англійських суднах-китоловах (під назвою спекшенер), однак там повноваження головного гарпунника були прирівняні до статусу молодшого капітанового помічника. В будь-якому випадку гарпунники мали привілейоване становище в порівнянні зі звичайними матросами-гребцями, оскільки для цієї робити вибирали найсильніших, метких і сміливих. На китобійному судні каюти гарпунників розташовувались ближче до кают офіцерів. Професія гарпунника-китобоя належала до найнебезпечніших. Серед гарпунників часто ставалися нещасні випадки, переважно внаслідок забиття китовим хвостом або утоплення (задушення), коли мисливець потрапляв у петлю гарпунної линви, що тягнулась за здобиччю.

## У культурі
Хоча серед морських промисловців гарпунники займали привілейоване становище, поза цим професійним середовищем їх майже не відрізняли від узагальненого поняття «китолов», прирівнюючи до різників на суходолі. Внаслідок такого зневажливого відношення у культурі майже не збереглося докладних описів їхнього життя. Досить детально роботу гарпунника описав у своєму романі «Мобі Дік, або Білий Кит» американський письменник Герман Мелвілл.